# 1917 (film)
1917 è un film del 2019 diretto da Sam Mendes.
Ambientato durante la prima guerra mondiale, il film vede protagonisti George MacKay e Dean-Charles Chapman, affiancati da un cast che comprende Mark Strong, Andrew Scott, Richard Madden, Colin Firth e Benedict Cumberbatch.
Il film ha trionfato ai Premi Oscar 2020 con 10 candidature in totale e 3 statuette vinte, per la migliore fotografia, effetti speciali e sonoro.

## Trama
Il 6 aprile 1917 sembra che l'esercito tedesco si stia ritirando da un settore del fronte occidentale. Col proposito di gettare lo scompiglio tra il nemico in ritirata e riuscire così ad aprire un varco nelle linee, il colonnello Benedict Mackenzie dell'esercito britannico si appresta a lanciare all'attacco il 2º battaglione del Devonshire Regiment. La ricognizione aerea scopre tuttavia che i tedeschi in realtà non si sono ritirati, ma si stanno solo riassestando su una nuova linea difensiva, costruita poco più indietro e ben armata. L'attacco del battaglione britannico, composto da più di 1600 uomini, rischia quindi di trasformarsi in un massacro.
Poiché nel settore le linee telefoniche sono interrotte, il generale John Erinmore incarica i due giovani caporali Tom Blake e William "Will" Schofield di consegnare al colonnello Mackenzie l'ordine di interrompere l'attacco programmato. Tom Blake ha un ulteriore interesse a consegnare l'ordine, in quanto il fratello Joseph fa parte proprio del 2º Devonshire. Attraversata la terra di nessuno, i due raggiungono la prima linea tedesca abbandonata. Dopo essere quasi rimasti uccisi nel crollo di un bunker, causato dalla detonazione di una trappola esplosiva innescata da un ratto, Blake e Schofield giungono a una fattoria, dove assistono all'abbattimento e al conseguente schianto di un Albatros nemico. I due estraggono il pilota ancora vivo dall'aeromobile in fiamme, ma quest'ultimo pugnala a morte Blake, per poi essere ucciso da Schofield, il quale assiste impotente alla morte dell'amico fra le sue braccia, giurandogli di portare a termine la missione e di scrivere a sua madre.
Poco dopo, Schofield è raggiunto alla fattoria da un'altra unità militare britannica, anch'essa diretta al fronte. William accetta il passaggio offerto dal capitano Chauncey Smith, aiutando anche il camion a togliersi da una buca di fango durante il tragitto, ma in prossimità di Écoust-Saint-Mein la colonna è costretta a deviare a causa di un ponte demolito dalla ritirata tedesca. William si separa dal gruppo ed entra in città, dove combatte contro un cecchino isolato che, prima di essere da lui colpito a morte, lo ferisce alla testa. Will riprende conoscenza quando ormai è notte e comincia a vagare tra le rovine in fiamme della cittadina occupata, venendo quasi ucciso da una sentinella. Rifugiatosi in una cantina, vi trova una donna francese con una bambina, a cui lascia alcune scorte di cibo. Il soldato le chiede in che direzione dirigersi per raggiungere il bois de Croisilles, dove è ammassato il 2° Devonshire in attesa dell'attacco. La donna gli indica di seguire il fiume. Al suono delle campane il caporale Schofield si rende conto che ormai è quasi mattina e si rimette in marcia, intenzionato a raggiungere il 2° Devonshire.
Una volta fuori, s'imbatte in una pattuglia nemica accampata in una casa diroccata. Ucciso uno dei due occupanti, si dà alla fuga tra le rovine, diventando un bersaglio per i fucili dei soldati tedeschi. Per sfuggire è costretto a gettarsi nel fiume, venendo travolto dalla corrente e rischiando di morire affogato tra le rapide. Giunto a valle di una cascata, Will raccoglie le forze e raggiunge la riva. Addentratosi in un bosco, trova il battaglione quando ormai l'attacco è imminente. Facendosi largo tra le trincee brulicanti di soldati, pronti a caricare le linee nemiche, il caporale Schofield trova il colonnello Mackenzie quando la prima ondata è ormai lanciata e lo affronta, riuscendo a consegnargli la lettera del generale Erinmore. Mackenzie, riconosciuto l'ordine del superiore, ordina la cessazione dell'attacco. Ultimata la missione, cerca il tenente Joseph Blake per informarlo della morte del fratello minore: lo trova mentre sta accompagnando i suoi uomini feriti all'ospedale da campo. Consegnata al tenente Blake la piastrina identificativa e gli effetti personali del fratello caduto, gli chiede il permesso di scrivere alla loro madre. Joseph acconsente e ringrazia William di essere stato insieme al fratello Tom fino all'ultimo. William, sfinito, si accascia ai piedi di un albero solitario.

## Produzione

### Sviluppo
Per il film, Sam Mendes si è ispirato ai racconti di guerra di suo nonno Alfred Hubert Mendes, che aveva combattuto per due anni sul fronte francese servendo nella 1st Rifle Brigade. Per la stesura della sceneggiatura ha collaborato con la sceneggiatrice scozzese Krysty Wilson-Cairns, secondo cui la sfida posta dal film è stata quella di creare una storia che, pur svolgendosi in tempo reale, nella sua durata avesse un inizio, uno svolgimento e una fine e non si spostasse mai dai protagonisti, senza mettere troppo alla prova la sospensione dell'incredulità del pubblico.

### Riprese
Le riprese del film sono durate due mesi, dal primo aprile al 7 giugno 2019, e si sono tenute nel Regno Unito, specificamente nel Wiltshire, a Govan, nella riserva naturale di Hankley Common e agli Shepperton Studios.
Il film è stato girato da Mendes con il direttore della fotografia Roger Deakins in diversi piani sequenza, e poi montato per apparire come due piani sequenza ininterrotti dall'inizio alla fine. Il regista ha provato per sei mesi assieme al cast e alla troupe prima delle riprese.
Il budget del film è stato di circa 90 milioni di dollari.

## Distribuzione
L'anteprima del film si è tenuta a Londra il 4 dicembre 2019 a un evento di beneficenza, in presenza della famiglia reale inglese. Il film è stato inizialmente distribuito solo nelle sale cinematografiche statunitensi da Universal Pictures a partire dal 25 dicembre 2019 in distribuzione limitata. Successivamente è stato esteso partendo dalle sale del Regno Unito dal 10 gennaio 2020. In Italia, il film è stato distribuito da 01 Distribution a partire dal 23 gennaio 2020. Dal 23 luglio 2020, in Italia, è disponibile in streaming sulla piattaforma Netflix.

### Edizione italiana
Il doppiaggio italiano del film è stato effettuato presso lo Studio Emme Spa e diretto da Rodolfo Bianchi su dialoghi di Valerio Piccolo.

## Accoglienza

### Incassi
Nel primo weekend di programmazione nelle sale statunitensi il film si posiziona al primo posto del botteghino incassando 36,5 milioni di dollari, mentre nel secondo weekend si posiziona terzo incassando 22,1 milioni per un totale di 76,7 milioni di dollari, che diventano 143,5 milioni in tutto il mondo; nel primo fine settimana italiano la pellicola incassa 2,1 milioni di euro posizionandosi al primo posto del botteghino.
Il film ha incassato 159,2 milioni di dollari in Nord America e 287,6 milioni nel resto del mondo, per un totale di 446,8 milioni.

### Critica
Sul sito web Rotten Tomatoes, il film riceve l'89% delle recensioni professionali positive, con un voto medio di 8,5/10, basato su 440 recensioni; mentre su Metacritic ha un punteggio medio di 78 su 100, basato su 57 critiche, indicando "recensioni generalmente favorevoli".
Diversi critici cinematografici, tra cui Peter Travers di Rolling Stone e Todd McCarthy dell'Hollywood Reporter, l'hanno inserito nelle loro liste dei migliori film dell'anno, rispettivamente al 6º e all'8º posto.

## Riconoscimenti
- 2020 - Premio Oscar[24][25]
  - Migliore fotografia a Roger Deakins
  - Migliori effetti speciali a Greg Butler, Dominic Tuohy e Guillaume Rocheron
  - Miglior sonoro a Mark Taylor e Stuart Wilson
  - Nomination per il miglior film
  - Nomination per il miglior regista a Sam Mendes
  - Nomination per la migliore sceneggiatura originale a Sam Mendes e Krysty Wilson-Cairns
  - Nomination per la migliore scenografia a Dennis Gassner e Lee Sandales
  - Nomination per la migliore colonna sonora a Thomas Newman
  - Nomination per il miglior trucco a Rebecca Cole, Naomi Donne e Tristan Versluis
  - Nomination per il miglior montaggio sonoro a Oliver Tarney e Rachael Tate
- 2020 - Golden Globe[26][27]
  - Miglior film drammatico
  - Miglior regista di un film a Sam Mendes
  - Nomination per la miglior colonna sonora originale di un film a Thomas Newman
- 2020 - Premi BAFTA[28]
  - Miglior film
  - Miglior film britannico
  - Miglior regista a Sam Mendes
  - Migliore fotografia a Roger Deakins
  - Migliore scenografia a Dennis Gassner e Lee Sandales
  - Miglior sonoro a Scott Millan, Oliver Tarney, Rachael Tate, Mark Taylor e Stuart Wilson
  - Migliori effetti speciali a Greg Butler, Guillaume Rocheron e Dominic Tuohy
  - Nomination per la migliore colonna sonora a Thomas Newman
  - Nomination per il miglior trucco e acconciatura a Naomi Donne
- 2019 - Chicago Film Critics Association Awards[29][30]
  - Miglior fotografia a Roger Deakins
  - Nomination per la miglior scenografia
  - Nomination per il miglior montaggio
  - Nomination per il miglior utilizzo degli effetti speciali
  - Nomination per la miglior colonna sonora originale a Thomas Newman
- 2019 - National Board of Review Awards[31]
  - Migliori dieci film dell'anno
- 2019 - San Diego Film Critics Society Awards[32][33]
  - Miglior scenografia a Dennis Gassner
  - Nomination per il miglior film
  - Nomination per il miglior regista a Sam Mendes
  - Nomination per la miglior fotografia a Roger Deakins
  - Nomination per i migliori effetti speciali

- 2019 - Satellite Award[34][35]
  - Miglior fotografia a Roger Deakins
  - Nomination per il miglior film drammatico
  - Nomination per il miglior regista a Sam Mendes
  - Nomination per il miglior attore in un film drammatico a George MacKay
  - Nomination per la migliore colonna sonora originale a Thomas Newman
  - Nomination per il miglior montaggio a Lee Smith
  - Nomination per la miglior scenografia a Dennis Gassner e Lee Sandales
  - Nomination per il miglior sonoro a Oliver Tarney, Stuart Wilson, Scott Millan e Mark Taylor
- 2019 - St. Louis Film Critics Association[36]
  - Miglior fotografia a Roger Deakins
  - Miglior colonna sonora a Thomas Newman
  - Miglior film d'azione
  - Nomination per il miglior film
  - Nomination per il miglior regista a Sam Mendes
  - Nomination per la miglior scenografia a Dennis Gassner e Lee Sandales
  - Nomination per il miglior montaggio a Lee Smith
  - Nomination per i migliori effetti speciali
- 2019 - Washington D.C. Area Film Critics Association[37]
  - Miglior fotografia a Roger Deakins
  - Nomination per il miglior film
  - Nomination per il miglior regista a Sam Mendes
  - Nomination per la miglior scenografia a Dennis Gassner e Lee Sandales
  - Nomination per il miglior montaggio a Lee Smith
  - Nomination per la miglior colonna sonora a Thomas Newman
- 2020 - Critics' Choice Awards[38][39]
  - Miglior regista a Sam Mendes
  - Miglior fotografia a Roger Deakins
  - Miglior montaggio a Lee Smith
  - Nomination per il miglior film
  - Nomination per la miglior scenografia a Dennis Gassner e Lee Sandales
  - Nomination per i migliori effetti speciali
  - Nomination per il miglior film d'azione
  - Nomination per la miglior colonna sonora a Thomas Newman
- 2020 - American Society of Cinematographers[40]
  - Miglior fotografia a Roger Deakins
- 2020 - Directors Guild of America Award[41]
  - Miglior regista a Sam Mendes
- 2020 - Producers Guild of America Award
  - Darryl F. Zanuck Award per il miglior film
- 2021 - David di Donatello
  - Miglior film straniero